# Colobium sindonis

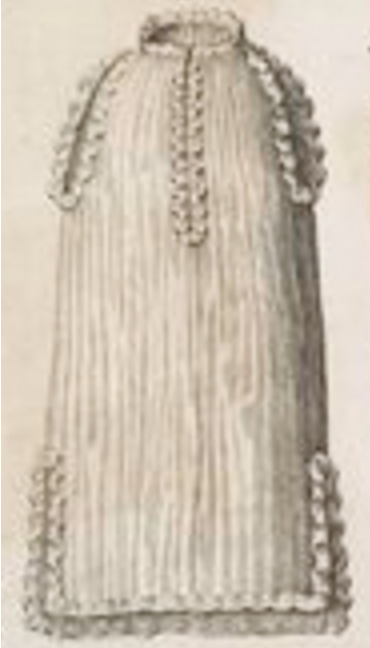
Colobium sindonis krále Jamese II. (rytina ze 17. století)

Colobium sindonis (v latině znamená "rubášovou tuniku") je prostý přehoz z bílého lnu bez rukávů oblékaný anglickými a britskými panovníky během jedné z částí korunovačního rituálu. Symbolizuje oproštění korunované osoby od všeliké světské marnosti a stanutí v prostém oděvu před Bohem.